# مایوو (استان وارمی-ماسوری)
مایوو (به لاتین: Majewo) یک روستا در لهستان است که در Gmina Milejewo واقع شده‌است. مایوو ۲۸۰ نفر جمعیت دارد.